# Frank Eckels Beltzhoover

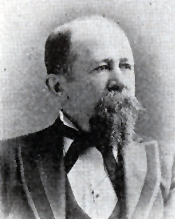
Frank Eckels Beltzhoover

Frank Eckels Beltzhoover (* 6. November 1841 in Silver Spring, Cumberland County, Pennsylvania; † 2. Juni 1923 in Los Angeles, Kalifornien) war ein US-amerikanischer Politiker. Zwischen 1879 und 1883 sowie nochmals von 1891 bis 1895 vertrat er den Bundesstaat Pennsylvania im US-Repräsentantenhaus.

## Werdegang
Frank Beltzhoover besuchte die Big Spring Academy in Newville und danach bis 1862 das Pennsylvania College in Gettysburg. Nach einem anschließenden Jurastudium und seiner 1864 erfolgten Zulassung als Rechtsanwalt begann er in Carlisle in diesem Beruf zu arbeiten. Von 1874 bis 1877 war er als Bezirksstaatsanwalt tätig. Gleichzeitig schlug er als Mitglied der Demokratischen Partei eine politische Laufbahn ein. In den Jahren 1868 und 1873 war er deren Bezirksvorsitzender im Cumberland County. Im Juni 1876 nahm er als Delegierter an der Democratic National Convention in St. Louis teil, auf der Samuel J. Tilden als Präsidentschaftskandidat nominiert wurde.
Bei den Kongresswahlen des Jahres 1878 wurde Beltzhoover im 19. Wahlbezirk von Pennsylvania in das US-Repräsentantenhaus in Washington, D.C. gewählt, wo er am 4. März 1879 die Nachfolge von Levi Maish antrat. Nach einer Wiederwahl konnte er bis zum 3. März 1883 zwei Legislaturperioden im Kongress absolvieren. 1882 verzichtete er auf eine erneute Kandidatur. Bei den Wahlen des Jahres 1890 wurde Beltzhoover erneut im 19. Distrikt seines Staates in den Kongress gewählt, wo er am 4. März 1891 wieder Levi Maish ablöste, der zwischenzeitlich auch wieder ins Parlament zurückgekehrt war. Nach einer Wiederwahl konnte er bis zum 3. März 1895 im US-Repräsentantenhaus verbleiben. In dieser Zeit war er Vorsitzender des Committee on War Claims. Im Jahr 1894 stellte er sich nicht mehr zur Wiederwahl.
Nach dem Ende seiner Zeit im US-Repräsentantenhaus praktizierte Frank Beltzhoover wieder als Anwalt in Carlisle. Im Jahr 1910 gab er diesen Beruf auf und zog sich in den Ruhestand zurück, den er in Los Angeles verbrachte. Er starb dort am 2. Juni 1923 und wurde in seinem früheren Heimatort Carlisle beigesetzt.